# Saturnia tellus (Ara Pacis)
La Saturnia tellus è uno dei quattro rilievi figurati dei lati brevi dell'Ara Pacis
.
Si trova sul lato esterno, a fianco di una delle due aperture.

## Storia

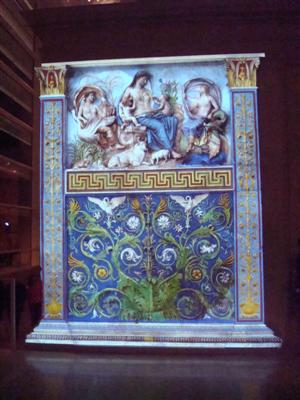
La Saturnia tellus illuminata a colori

Al pari dell'Ara, venne completata entro il 9 a.C. Rinvenuto nel XVI secolo presso palazzo Peretti-Fiano-Almagià, entrò a far parte delle collezioni dei Medici acquistate a Roma. Il rilievo venne dunque trasportato a Firenze e conservato in grande evidenza al centro del "Ricetto delle iscrizioni", il vestibolo monumentale degli Uffizi composto nel XVII secolo da Giovan Battista Foggini con materiale archeologico pregiato e smantellato nei primi anni del XX secolo.
Negli anni 1930, con il rinvenimento e la ricostruzione dell'Ara Pacis, venne restituito a Roma.

## Descrizione
Il rilievo, composto di parti tenui e da parti a stacco netto per dare un senso di profondità, rappresenta una grande figura matronale seduta con in grembo due putti e alcune primizie. Ai lati si trovano due ninfe seminude, una seduta su un cigno in volo, simbolo dell'aria, e l'altra su un drago marino, simbolo del mare; questi due animali predominanti riecheggerebbero la serenità della pace, cioè terra marique: la pace in terra e in mare.
Anche il paesaggio ha elementi allegorici: a sinistra è fluviale, con canne e un'oinochoe dalla quale fluisce l'acqua, al centro è roccioso con fiori e animali (una giovenca accasciata e una pecora che pascola), mentre a destra è marino.
La composizione è perfettamente equilibrata e le fanciulle siedono simmetricamente ai lati del personaggio dominante, la cosiddetta "Saturnia".

## Interpretazione
L'interpretazione della scena non è univoca e trova riscontri in alcune altre opere: un rilievo con poche differenze trovato a Cartagine e alcune scene nella Auree su ceramiche italiote (queste ultime devono esserne state i prototipi).
Talora pare ovvio che i due putti nel grembo della figura centrale non siano altri che Romolo e Remo.
La figura centrale potrebbe essere una Venere Genitrice o una personificazione dell'Italia, o forse ancora della Pax: forse queste interpretazioni erano fuse in un'ideologia polivalente della Pax Romana dell'epoca di Augusto. La Pax quindi farebbe prosperare l'Italia trasformandola nell'ambiente ideale dell'età dell'Oro cantata da Orazio.
D'altronde non è da escludere la presenza di Venere, che farebbe coppia col rilievo posto simmetricamente della personificazione di Roma, i cui culti saranno poi accoppiati.